# Frederick Holmes
Frederick Holmes (9 août 1886 - 9 novembre 1944) fut un ancien tireur à la corde britannique. Il a participé aux Jeux olympiques de 1920 et remporta la médaille d'or avec l'équipe britannique.